# SLURP1
SLURP1‏ (Secreted LY6/PLAUR domain containing 1) هوَ بروتين يُشَفر بواسطة جين SLURP1 في الإنسان.